# Aanwijzing (spoorverkeer)
Een aanwijzing, vroeger lastgeving, is een opdracht aan de machinist van een trein die niet door seinen kan worden getoond. De term wordt in Nederland gebruikt.
Aanwijzingen hebben een directe relatie tot de spoorwegveiligheid en worden door of namens de treindienstleider afgegeven. Ze kunnen schriftelijk worden uitgereikt of mondeling via een spreekverbinding, waarbij de machinist de gegevens noteert en de inhoud van de aanwijzing herhaalt.
In Nederland werd tot 2005 gesproken van een lastgeving. Sinds de invoering van de nieuwe Nederlandse Spoorwegwet in 2005, en de bijbehorende Regeling Spoorverkeer, heet dit een aanwijzing.

## Regels voor veiligheidsberichten
(Spraak)verwarring bij het doorgeven van aanwijzingen moet zo veel mogelijk voorkomen worden. Daarom zijn er uitgewerkte regels voor machinisten en treindienstleiders voor het mondeling en schriftelijk doorgeven van aanwijzingen en andere veiligheidsberichten. De regels omvatten het gebruik van het NATO-alfabet, en het als losse cijfers uitspreken van treinnummers, kilometrering, wisselnummers en spoornummers. Ze zijn op Europees niveau vastgelegd, in de technische specificaties inzake interoperabiliteit van exploitatie en verkeersleiding, kortweg de TSI OPE. Er is een vertaling voor vrijwel alle talen in Europa.
ProRail en de Nederlandse Spoorwegen hanteren deze regels sinds 2013.

## Soorten aanwijzingen
In de Regeling Spoorverkeer worden zeven standaardaanwijzingen genoemd:

### Aanwijzing stoptonend sein (STS)
Aanwijzing om door te rijden en voorbij het aangegeven sein dat rood licht uitstraalt:
1. met een zodanige snelheid, die niet hoger is dan 40 km/h, te rijden zodat de bestuurder in staat is om te kunnen stoppen binnen de afstand waarover de spoorweg is te overzien en deze vrij is;
2. wissels voorzichtig te berijden met een snelheid van ten hoogste 10 km/h en voor een wissel te stoppen, indien het wissel niet in de aangegeven stand ligt of uiterlijk beschadigd is; en
3. rekening te houden met het niet goed functioneren van een AKI, AHOB, ADOB of een AOB van een overweg of overpad.[5]

De treindienstleider kan een 'aanwijzing STS' afgeven bij een 'bediend' sein dat een rood seinbeeld toont en door de treindienstleider niet uit de stand stop mag of kan worden gebracht. Een storing kan er de oorzaak van zijn dat een sein niet uit de stand stop kan worden gebracht. Het binnenrijden van een gebied dat buiten dienst is gesteld kan alleen met een aanwijzing STS. Alvorens de aanwijzing STS af te geven, moet de treindienstleider een aantal handelingen uitvoeren. Voor zover mogelijk moeten alle wissels, bruggen en grendels in de juiste stand worden gestuurd en vergrendeld of verhinderd voor bediening. De treindienstleider moet treinbewegingen uit de tegengestelde richting verhinderen. De treindienstleider vergewist zich ervan dat de machinist die hij op dat moment spreekt, de machinist is van de juiste trein, en dat die zich bij het sein bevindt waarvoor de aanwijzing wordt afgegeven.

### Aanwijzing stoptonend sein normale snelheid (STS-A)
Aanwijzing om door te rijden en voorbij het aangegeven sein dat rood licht uitstraalt:
1. wissels voorzichtig te berijden met een snelheid van ten hoogste 10 km/h en voor een wissel te stoppen, indien het wissel niet in de aangegeven stand ligt of uiterlijk beschadigd is;
2. rekening te houden met het niet goed functioneren van een aangegeven AKI, AHOB, ADOB dan wel een AOB;
3. de aangegeven brug slechts te berijden, indien sein nr. 244 a of b (afsluitlantaren) voorbijrijden toestaat; of
4. in andere gevallen te mogen rijden met de normale snelheid.[6]

De aanwijzing STS-A wordt slechts afgegeven als achter het stoptonend sein een ander seinregime gaat gelden. Doorgaans gebeurt dit nabij grensovergangen.

### Aanwijzing voorzichtig rijden (VR)
Aanwijzing om voorzichtig te rijden met een snelheid van ten hoogste 40 km/h dan wel met een door de treindienstleider aangegeven lagere snelheid vanwege een door hem aangegeven reden. De bestuurder brengt zijn trein tot stilstand, indien de veiligheid dit vordert.
Mogelijke redenen voor het afgeven van deze aanwijzing kunnen zijn; werkzaamheden, toestand van de spoorweg, personen of vee op/langs de spoorweg. De treindienstleider geeft een aanwijzing voorzichtig rijden als hij bericht heeft gekregen dat er gevaar bestaat bij het berijden van het aangegeven spoor. Deze berichten komen bijvoorbeeld van machinisten of van de politie. Doorgaans betreft het onbevoegde personen in de nabijheid van het spoor, of een onregelmatigheid in de ligging van het spoor. Door de aanwijzing VR af te geven, zorgt de treindienstleider ervoor dat iedere trein die passeert op ieder moment kan stoppen als het gevaar bij doorrijden te groot zou worden. De aanwijzing VR kan eventueel gecombineerd worden met een schouwopdracht, waarna de machinist zijn bevindingen ter plaatse dient te melden aan de treindienstleider.

### Aanwijzing Overweg (OVW)
Aanwijzing om bij nadering van de aangegeven overweg of overpad:
1. tijdig de snelheid te verminderen tot ten hoogste 10 km/h; en
2. herhaaldelijk een fluitsignaal te geven en te stoppen, indien de veiligheid van het wegverkeer dit vordert.[8]

De treindienstleider geeft de aanwijzing overweg als hij een melding ontving dat er een onveilige situatie is ontstaan bij de betreffende overweg, bijvoorbeeld omdat de AKI, AHOB, ADOB of AOB niet goed functioneert. Dat kan door een automatische storingsmelder of door een bericht van derden, bijvoorbeeld de politie. Het zou kunnen zijn dat de overweg continu gesloten blijft, waardoor het gevaar bestaat dat weggebruikers de overweg toch gaan oversteken.

### Aanwijzing snelheid begrenzen (SB)
Aanwijzing om de snelheid te begrenzen tot de door de treindienstleider aangegeven snelheid vanwege de toestand van de spoorweg.
De aanwijzing snelheid begrenzen wordt enkel opgelegd op last van een storingsmonteur die ter plaatse de baan heeft geschouwd. Hij bepaalt hoe hard een bepaald stuk spoor bereden mag worden en de treindienstleider geeft deze snelheid door aan de machinisten door middel van deze aanwijzing. Bij een langdurige snelheidsbeperking kan de Aanwijzing SB worden vervangen door zogenaamde L-, A-, en E-borden langs het spoor en een vermelding in de publicatie "Tijdelijke Snelheidsbeperkingen" (TSB).

### Aanwijzing Verkeerd Spoor (VS)
Aanwijzing om de hoofdspoorweg in een andere richting te mogen berijden dan waarvoor de beveiliging is ingericht.
De aanwijzing VS wordt enkel afgegeven als een trein een baanvak moet berijden dat niet voor die rijrichting is ingericht. Doorgaans gaat het hier om een baanvak dat is uitgerust met dubbelspoorbeveiliging. Een trein die hier links in plaats van rechts rijdt, komt overwegen tegen die niet of niet op tijd sluiten voor een trein van de verkeerde kant. In de aanwijzing VS wordt hier rekening mee gehouden, zodat de trein geen open overwegen berijdt. Baanvakken met dubbelspoorbeveiliging komen nauwelijks meer voor in Nederland. De aanwijzing VS wordt daarom nauwelijks meer afgegeven.

### Aanwijzing Telefonische Toestemming Vragen voor Vertrek (TTV)
Aanwijzing om voor vertrek telefonisch aan de treindienstleider toestemming te vragen om te mogen vertrekken.
De aanwijzing TTV werd enkel gebruikt op baanvakken die voorzien zijn van de beveiliging TPRB. Baanvakken met TPRB-beveiliging bestaan in Nederland niet meer, en daarmee wordt de aanwijzing TTV niet meer gebruikt. Bij deze beveiliging was het voor de treindienstleider niet mogelijk om seinen te bedienen en te herroepen. De machinist (of hoofdconducteur) bedient zelf de seinen bij vertrek van de stations. Om toch vóór vertrek een andere aanwijzing te kunnen afgeven, kon de treindienstleider door middel van de aanwijzing TTV er voor zorgen dat een machinist voor vertrek van het aangegeven station contact zocht met de treindienstleider.

## Verwijzingen
1. ↑  Verordening (EU) 2015/995 van de commissie van 8 juni 2015 tot wijziging van Besluit 2012/757/EU betreffende de technische specificaties inzake interoperabiliteit van het subsysteem exploitatie en verkeersleiding van het spoorwegsysteem in de Europese Unie (pdf) pagina 20 (paragraaf 4.2.1.5 van de bijlage) en pagina 47-51 (aanhangsel C van de bijlage). Gearchiveerd op 15 december 2018.
2. ↑  Nico wordt November. ProRail (20 augustus 2013). Gearchiveerd op 16 juni 2018. Geraadpleegd op 14 december 2018.
3. ↑  Regeling Communicatieprocedures veiligheidsberichten (pdf). ProRail (24 mei 2012). Gearchiveerd op 18 oktober 2017. Geraadpleegd op 14 december 2018.
4. ↑  overheid.nl, Regeling Spoorverkeer artikel 36.
5. ↑  overheid.nl, Regeling Spoorverkeer artikel 36 lid 1.
6. ↑  overheid.nl, Regeling Spoorverkeer artikel 36 lid 2.
7. ↑  overheid.nl, Regeling Spoorverkeer artikel 36 lid 3.
8. ↑  overheid.nl, Regeling Spoorverkeer artikel 36 lid 4.
9. ↑  overheid.nl, Regeling Spoorverkeer artikel 36 lid 5.
10. ↑  overheid.nl, Regeling Spoorverkeer artikel 36 lid 6.
11. ↑  overheid.nl, Regeling Spoorverkeer artikel 36 lid 7.